# Насте Бунгуров
Анастас (Насте) Бунгуров е български търговец, общественик и революционер, деец на Вътрешната македоно-одринска революционна организация.

## Биография
Роден е в западномакедонския български град Кичево, тогава в Османската империя. Занимава се с търговия. Виден член е на Кичевската българска община. Става съветник в общината заедно със свещеник Димитър, Кале Стоянов, Цветан Стършенов, Илия Кузманов, Христо Каренков, Илия Божинов и Яким Бабов. Основен проблем пред общината в края на века е собствеността върху църквата „Св. св. Петър и Павел“, която е в ръцете на влашката гъркоманска община. В 1893 година Бунгуров и Иван Нелчинов я изгарят. Бунгуров заедно с Илия Подвижанец, Кале Стоянов и Христо Козинков са арестувани още в първия ден след пожара. След тримесечен престой в Битолския затвор са освободени поради отсъствие на доказателства.
Иван Нелчинов пише за Бунгуров:
| „ | Всички общински съветници бях добри и почтени хора, ала измежду тях имаше един, който ми правеше впечатление на особено упорит и корав българин, именно Насте Бунгуров. | “ |

Бунгуров става член на първия околийски революционен комитет в града заедно с учителката Донка Чешмеджиева, игумена на манастира „Пречиста“ – архимандрит Софроний и учителя Лука Джеров.
Синът му Ангел Бунгуров също е член на Кичевския революционен комитет.